# Librairie Mollat
Pour les articles homonymes, voir Mollat (homonymie).
Pour les articles ayant des titres homophones, voir Molla, Mola, Molas et Mollah.
La Librairie Mollat est une librairie indépendante dirigée par la même famille depuis cinq générations et située dans le centre-ville de Bordeaux, en France. En 2020, elle est la première librairie indépendante de Franceet la deuxième plus ancienne après la Librairie Privat à Toulouse créée en 1839.
Elle dispose d'une surface de vente de 2 500 m2 et se situe à l'emplacement de la dernière maison de Montesquieu à Bordeaux.

## Historique et évolution de l'entreprise
La librairie est dirigée à partir de 1896 par Albert Mollat, originaire du Cantal, qui succède alors à son cousin Bourlange, libraire sous la galerie Bordelaise. Le commerce se porte bien. Une diversification est entreprise avec la mise en vente d'articles religieux ainsi que de maroquinerie, et le début d'une production éditoriale (livres de médecine et sur la porcelaine de Vieillard).

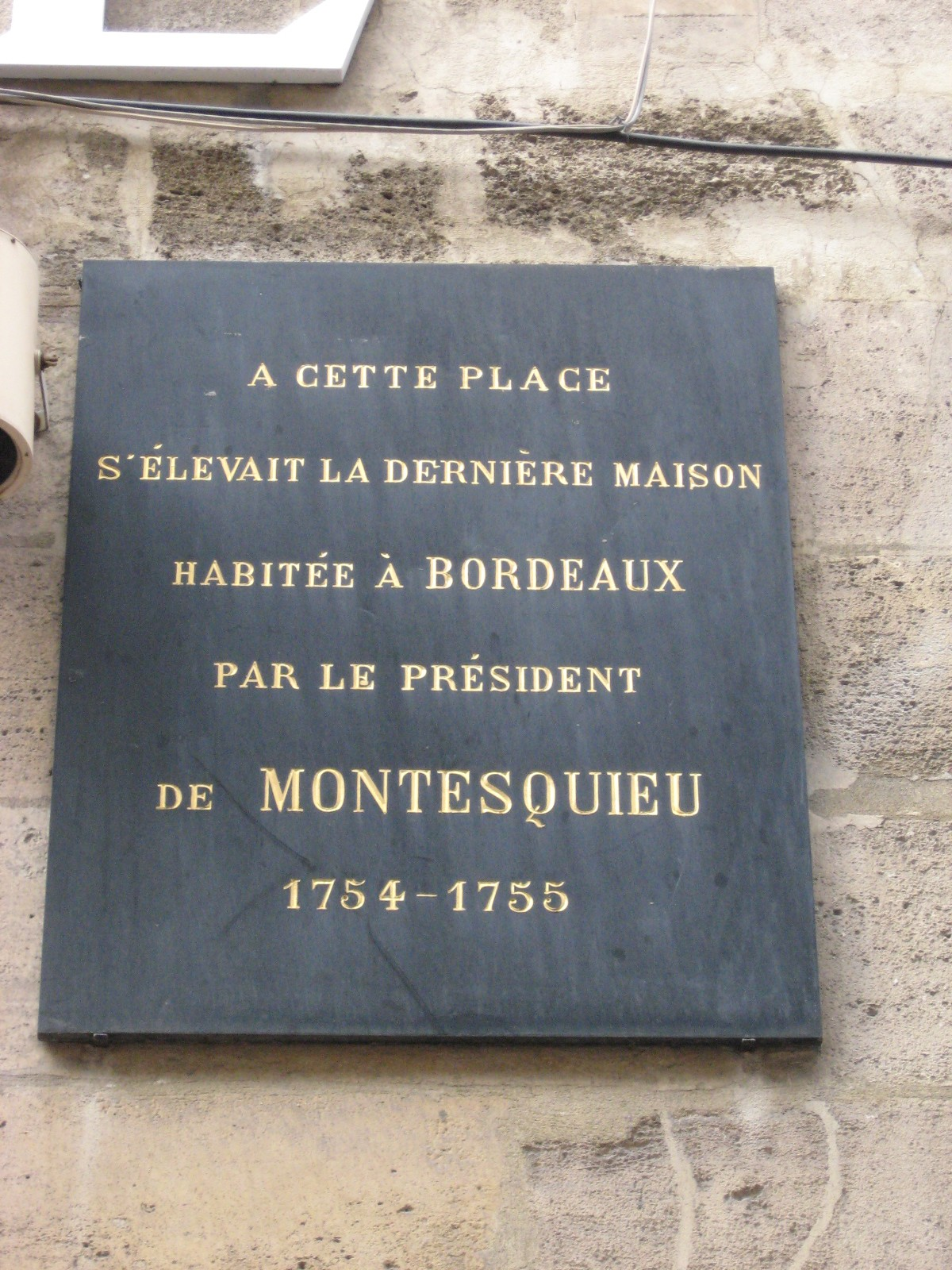
Plaque sur la façade de la librairie, rue Porte-Dijeaux.

En 1928, la librairie déménage vers son site actuel de la porte Dijeaux, pour des questions d'espace, à l’emplacement de la maison de Montesquieu. En 1949, Jean et Albert, les fils du fondateur, lui succèdent. À partir de 1970, sous l’impulsion de William Mollat, fils d’Albert, la librairie s’agrandit. À cette même époque, Francine Mollat succède à son père Jean. En 1990, la librairie comprend cinq magasins sur le même site et un magasin musique, sur une superficie de 1 200 m2 où officient 70 personnes. C’est à cette époque que Denis Mollat prend le relais de son père à la tête de l’entreprise. En 1996, de grands travaux sont effectués.

## Le gérant
Denis Mollat est né à Talence le 24 avril 1953. Marié, il est père de deux enfants : Pierre-Étienne (né en 1979), chargé de communication dans la librairie, et Mathilde (née en 1981), géographe. Après des études aux lycées de Talence et Montaigne à Bordeaux, il entre à l'université Bordeaux II et obtient un diplôme de doctorat d'État en médecine. Il devient médecin en 1982 et rejoint la librairie familiale la même année ; il en sera le directeur général en 1989. En 2003, il est le premier libraire à présider le Cercle de la librairie, le syndicat français interprofessionnel au service du livre. Denis Mollat siège également au conseil économique et social régional en tant que « personne qualifiée » et au Medef, dont il est le trésorier pour la Gironde. Chevalier de la Légion d'honneur et de l'ordre national du Mérite, il porte également les insignes d'officier des Arts et des Lettres. Il est promu officier de la Légion d'honneur le 14 avril 2017.
Le 6 novembre 2020, le journal Le Monde publie un portrait de Denis Mollat dans lequel il est décrit comme un patron « redouté » faisant régner une « ambiance épouvantable » pour les employés.

## Présentation de la librairie
La librairie est organisée en 15 espaces, ayant chacune sa spécialité. Elle est également dotée d'un magasin de musique, et d'une galerie. Elle possède également deux salles de conférence, les salons Albert-Mollat (rue Vital-Carles) et le 91 (rue Porte-Dijeaux). Les deux salles de conférence se situent à la Station Ausone, nouvel espace inauguré en 2016, et dénommé ainsi en hommage au poète latin bordelais Ausone et en référence au lieu anciennement occupé par un garage, station-service sur l'enceinte romaine. Cet espace comprend une salle de 300 places et une autre en sous-sol de 300 m2.

En 2021, cinquante-cinq vendeurs travaillent chez Mollat.

Vues de la librairie
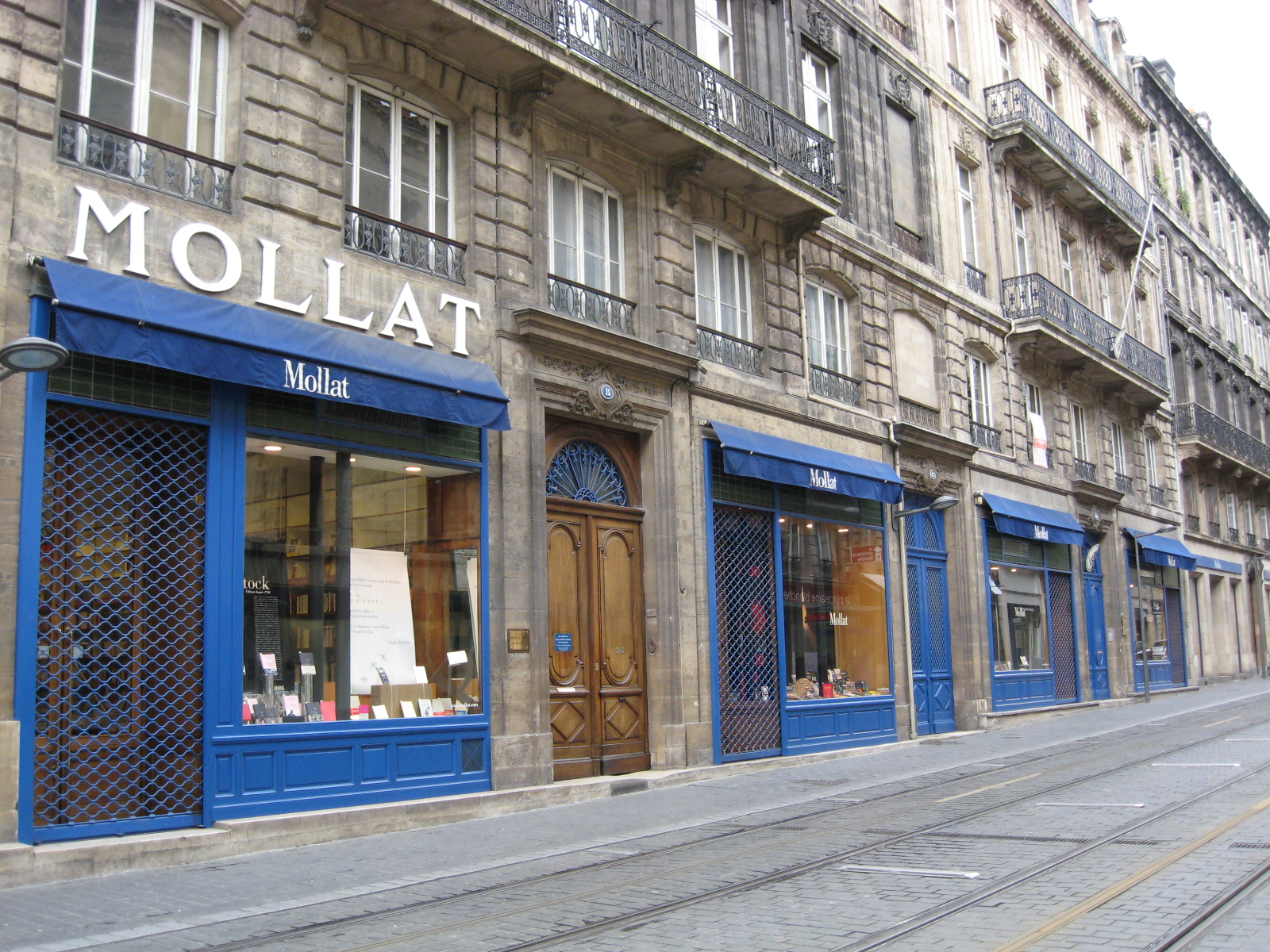
Façade de la librairie, rue Vital-Carles.
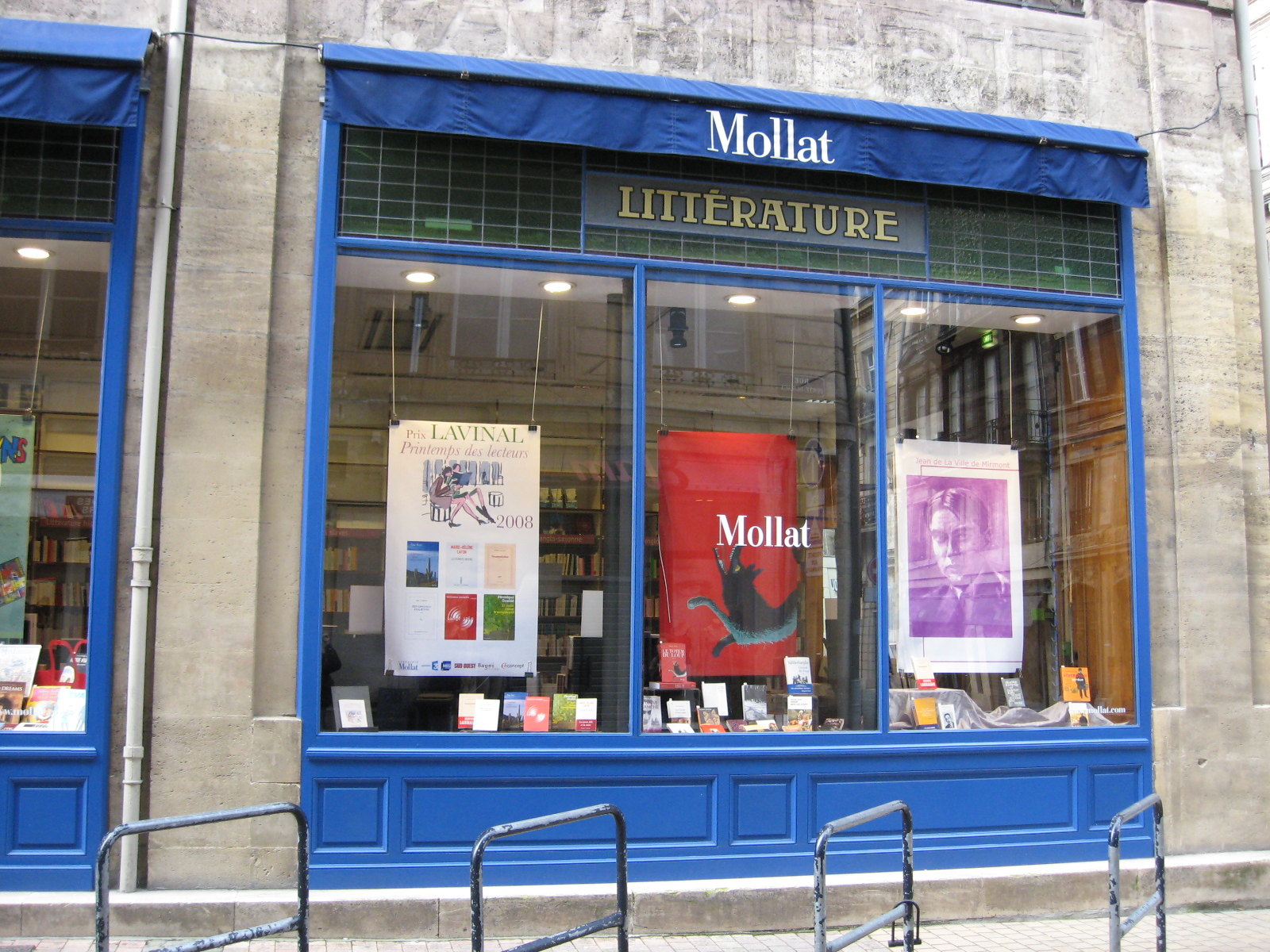
Vitrine rue Porte-Dijeaux.
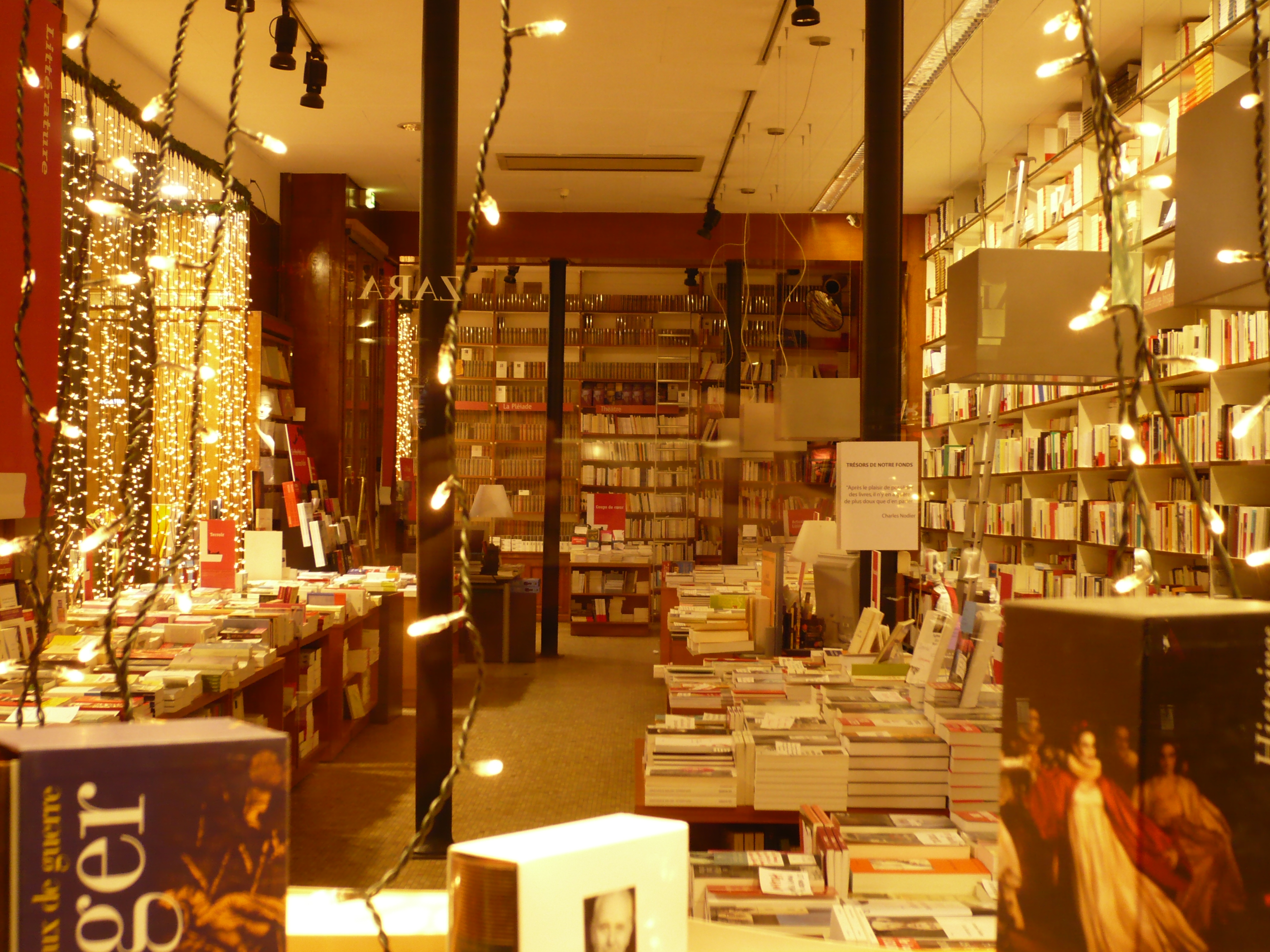
Vue du rayon littérature de la librairie pendant les fêtes, par une vitrine de la rue Vital-Carles.
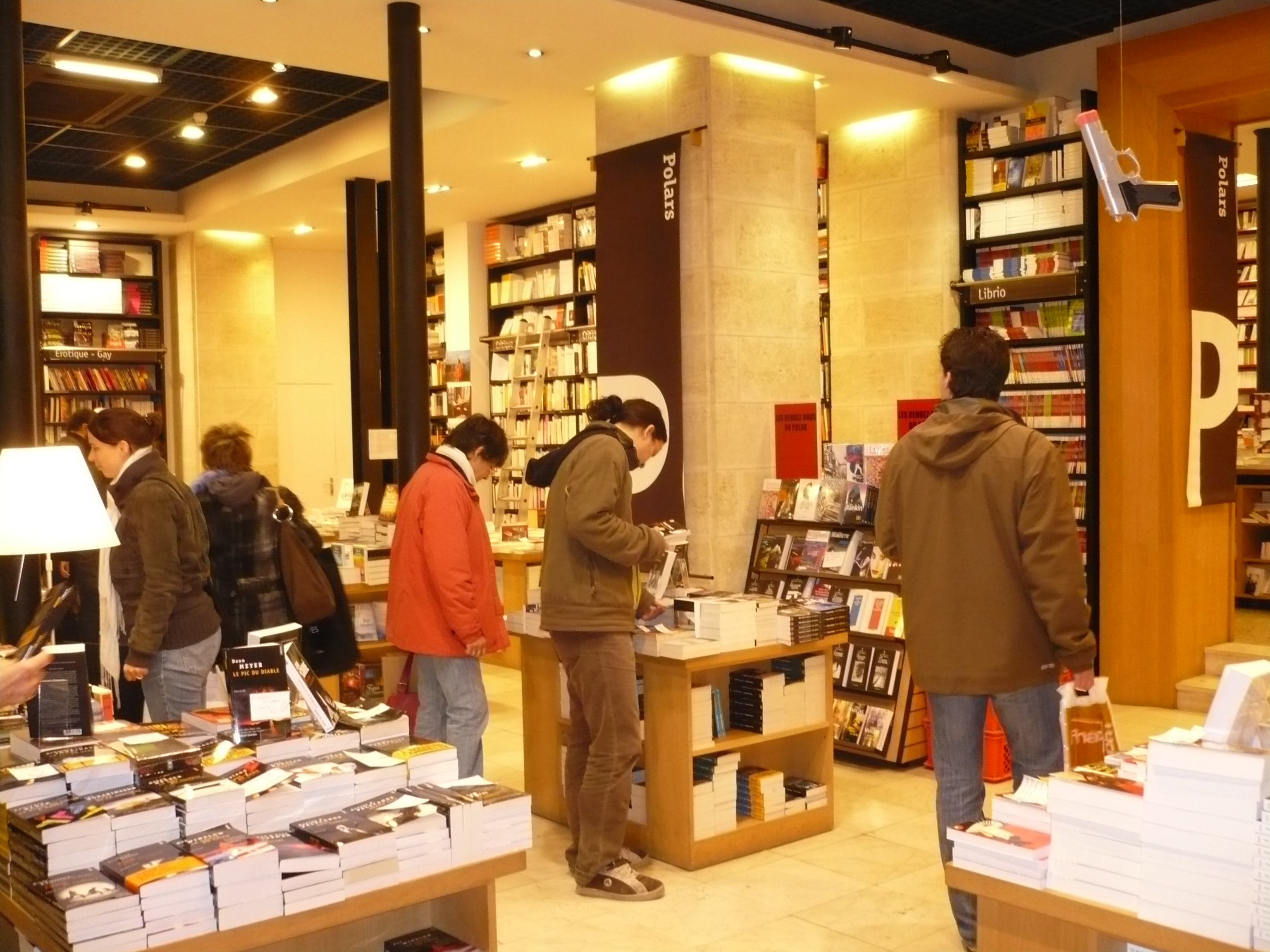
Intérieur de la librairie, section Polars/Policiers.

## Les Éditions Mollat
Depuis 1991, Mollat est également une maison d'édition. Denis Mollat est le directeur des éditions et Sandrine Aguerre, son assistante de direction.
Les Éditions Mollat s'intéressent à la culture régionale, aux hommes et aux femmes en Aquitaine, aux religions, à l’architecture, au vin, aux événements… Les livres, publiés à un rythme de deux ou trois titres par an, sont distribués par Le Seuil qui donne une diffusion nationale.

## Positionnement

### Face à la concurrence (notamment les grandes chaînes)
| Classement | Librairie                | Enseigne propriétaire | Ville    | CA livre 2010 | CA total 2010 | CA livre 2009 | CA total 2009 | Effectif | Surface de vente (m²) | Titres en rayon |
| 1          | Gibert Joseph (chaîne)   | Gibert Joseph         | Paris    | 36 907 841    | 55 861 758    | 37 832 364    | 56 285 869    | 250      | 4 900                 | 280 000         |
| 2          | Gibert Jeune rive gauche | Gibert Jeune          | Paris    | 30 233 380    | 32 597 008    | 31 057 000    | 33 531 168    | 174      |                       | 300 000         |
| 3          | Mollat                   |                       | Bordeaux | 25 092 000    | 25 734 000    | 23 785 000    | 24 393 000    | 103      | 2 700                 | 153 086         |
| 4          | Le Furet du Nord         | Nord Capital Part.    | Lille    | 23 749 000    | 35 327 000    | 23 820 000    | 36 081 000    | 118      | 7 000                 | 135 000         |
| 124        |                          |                       | Talence  | 1 971 898     | 2 025 928     | 2 079 078     | 2 131 882     | 10       | 300                   | 42 000          |
| 242        | La Machine à lire        |                       | Bordeaux | 1 050 000     | 1 100 000     |               | 917 383       | 7        | 300                   | 30 000          |

### Principaux concurrents bordelais
- Fnac, installée rue Sainte-Catherine.
- Librairie Comptines, cours Albret, spécialisée en jeunesse.
- Librairie La Machine à Lire, place du Parlement, spécialisée en sciences humaines.
- Cultura, à Mérignac et au centre commercial des Rives d'Arcins, à Bègles.

## Sur Internet
En 2001, la librairie se dote d'un site Internet, mollat.com.
Différents podcasts et émissions de radio sont disponibles sur la chaîne YouTube de la librairie, Emmanuelle Robillard, cheffe de projet et responsable qualité précise : "Nous avons mis en ligne des enregistrements des presque deux cent quarante évènements que nous organisons chaque année avec des auteurs".
Depuis 2013, la Librairie Mollat publie sur son compte Instagram des photos de type bookface (adaptation des sleevefaces) qui utilisent des couvertures de livres détournées,,.